# Ambrose Makau
Ambrose Makau (28 febbraio 1974) è un ex maratoneta keniota.

## Palmarès
| Anno | Manifestazione | Sede   | Evento   | Risultato | Prestazione | Note |
| ---- | -------------- | ------ | -------- | --------- | ----------- | ---- |
| 2003 | Mondiali       | Parigi | Maratona | dnf       | dnf         |      |

## Altre competizioni internazionali
1996
- 7º alla Maratona di Praga ( Praga) - 2h16'04"

1997
- 13º alla Maratona di Vienna ( Vienna) - 2h19'58"
- 11º alla Monaco Run - Riviera Classic ( Monaco) - 2h19'33"
- Bronzo alla Maratona di Hong Kong ( Hong Kong) - 2h17'32"

1998
- 24º alla Maratona di Praga ( Praga) - 2h27'32"